# 7. ročník udílení Zlatých glóbů
7. ročník udílení Zlatých glóbů se konal 23. února 1950 v Los Angeles. Poprvé byly vyhlášeny nominace a to 14. února. Nejvíce jich získal film Všichni královi muži a to sedm. Poprvé se taky udělil Zlatý glóbus v kategorii Zahraniční film.

## Vítězové a nominovaní

### Nejlepší film
- Všichni královi muži
- Come To the Stable

### Nejlepší režie
- Robert Rossen – Všichni královi muži
- William Wyler – Dědička

### Nejlepší herečka
- Olivia de Havilland – Dědička
- Deborah Kerr – Edward, My Son

### Nejlepší herec
- Broderick Crawford – Všichni královi muži
- Richard Todd – The Hasty Heart

### Nejlepší herečka ve vedlejší roli
- Mercedes McCambridge – Všichni královi muži
- Miriam Hopkins – Dědička

### Nejlepší herec ve vedlejší roli
- James Whitmore – Bojiště
- David Brian – Intruder In the Dust

### Nejlepší scénář
- Robert Pirosh – Bojiště
- Walter Doniger – Rope Of Sand

### Nejlepší hudba
- John E. Green – The Inspector General
- George Duning – Všichni královi muži

### Nejlepší kamera
- Franz F. Planer – Champion
- Burnett Guffey – Všichni královi muži

### Objev roku – herečka
- Mercedes McCambridge – Všichni královi muži
- Ruth Roman – Champion

### Objev roku – herec
- Richard Todd – The Hasty Heart
- Juano Hernandez – Intruder In the Dust

### Nejlepší zahraniční film
- Zloději kol režie Vittorio De Sica, Itálie
- Padlý idol – režie Carol Reed, Velká Británie

### Nejlepší film podporující porozumění mezi národy
- The Hasty Heart – režie Vincent Sherman, Velká Británie
- Monsieur Vincent – režie Maurice Cloche, Francie

### Zvláštní cena za vynikající barevné ztvárnění
- The Adventures Of Ichabod and Mr. Toad
- Ve městě